# Герман I фон Винценбург
Герман I, граф фон Винценбург (нем. Herman I. von Winzenburg), также известен как Герман фон Виндберг (нем. Herman Windberg; ок. 1083—1122) — граф Формбаха и Радельберга в 1109—1122 годах, граф Винценбурга и Райнхаузена, ландграф Тюрингии в 1111—1122 годах.
Сын Мегинхарда IV фон Формбах и его жены Матильды, дочери Эли II фон Райнхаузен.
В молодом возрасте находился на воспитании дяди, — Удо фон Гляйхен-Райнхаузен, епископа Хильдесгейма. 
Граф Виндберга (1097). Граф Рательберга (1107). Граф Винценбурга (1109). Маркграф (1112). Маркграф Саксонии (1114).
Основал монастырь Райнхаузен (1108). 
Во времена правления Генриха V граф Герман I пользовался большим влиянием при дворе императора. В 1111 или 1112 году он стал первым ландграфом Тюрингии после её отделения от герцогства Саксония.
В 1109 году граф Райнхаузена Герман III умер, не оставив наследников. Как близкий родственник (племянник), Герман фон Винценбург получил его владения. В том же году умер его отец, и Герман унаследовал графства Виндберг и Формбах. Также он стал графом Ляйнегау.

## Семья и дети
Герман был женат дважды. Первая жена — имя и происхождение не известны. Четверо детей:
- Конрад фон Винценбург
- Беатриса II (ум. 2 апреля 1160) — аббатиса Кведлинбурга с 1138
- Дитрих фон Винценбург (ум. 28 февраля 1127), епископ Мюнстера с 1118.
- Готфрид фон Винценбург, канонник в Мюнстере.

Второй женой была Гедвига Каринтийско-Истрийская. Дети:
- София фон Винценбург (ум. 25 марта 1160) — жена Альбрехта Медведя, маркграфа Бранденбурга
- Герман II (убит 30 января 1152) — граф Винценбурга, пфальцграф Саксонии
- Мехтильда  (ум. 23 мая 1155) — с 1128 жена Удо IV, графа Штаде, маркграфа Северной марки
- Генрих III фон Виндберг (ум. 1146) — граф Асселя и Плессе.
- Вольфганг.

Вдова Германа I фон Винценбурга Гедвига Каринтийско-Истрийская в 1123 г. вышла замуж за Адальберта II, графа фон Боген.